# 木下宇三郎
木下 宇三郎（きのした うさぶろう、1865年11月15日〈慶応元年9月27日〉- 1946年〈昭和21年〉1月27日）は、大日本帝国陸軍軍人。最終階級は陸軍中将。功三級。

## 経歴
肥後国菊池郡、現在の熊本県菊池市で木下居中の長男として生まれ、1903年（明治36年）1月に家督を相続した。
1887年（明治20年）7月、陸軍士官学校旧9期を卒業し、陸軍砲兵少尉に任官。1892年（明治25年）12月、陸軍大学校（11期）に入学したが、日清戦争勃発のため退学し出征。1896年（明治29年）2月に復学し、1897年（明治30年）12月に卒業し参謀本部に配属された。日露戦争では第1軍作戦参謀として出征し、満洲軍が創設されると帰国し大本営陸軍部参謀を務めた。
以後、関東都督府参謀などを経て、1907年（明治40年）11月、砲兵大佐に進み陸軍野戦砲兵射撃学校長に就任。野砲兵第24連隊長、第12師団参謀長を経て、1913年（大正2年）7月、陸軍少将に昇進し台湾総督府陸軍部参謀長となる。
野戦砲兵第2旅団長、陸軍砲工学校長、野砲兵監、教育総監部附を経て、 1917年（大正6年）8月、陸軍中将に進み第12師団長に親補された。1921年（大正10年）7月、予備役に編入された。

## 親族
- 二女 三辺スマ（内務官僚三辺長治の妻）[1][7]
- 三女 原田リツ（律子、宮内庁女官、原田隆道陸軍中佐の妻）[1][4][5]